# Förvaringsgrop

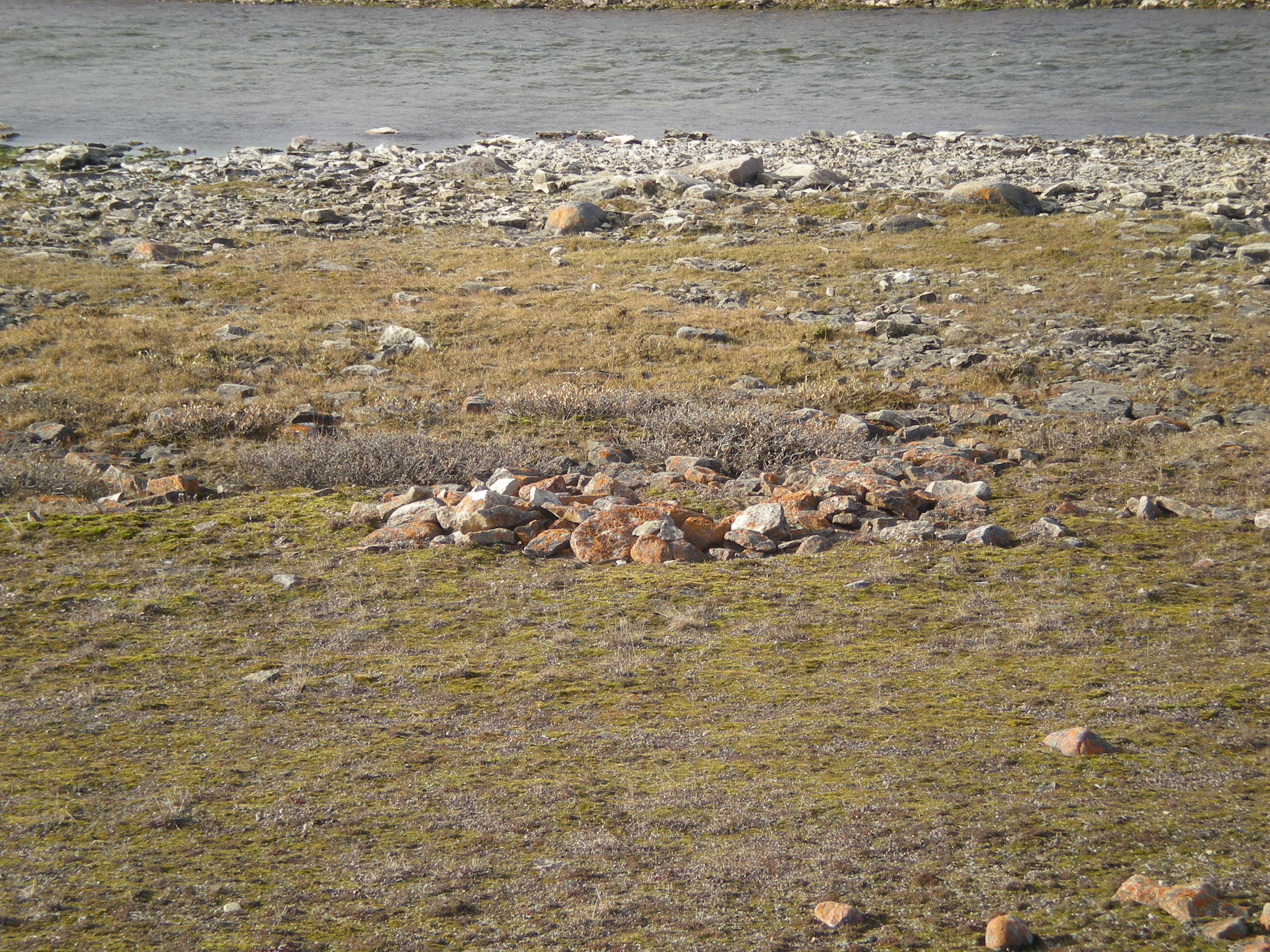
Förvaringsgrop i Nunavut i Kanada

Förvaringsgrop, även köttgrop, är en sorts förvaringsanläggning, som består av en täckt grop i lämplig mark. Framför allt användes förvaringsgropar av nomadiska folk, till exempel i Sverige av renskötande samer. För liknande gropar som inte – eller inte säkert – använts för förvaring, används fackmässigt det vidare begreppet boplatsgrop.
Förvaringsgropar var i bruk för livsmedel som kött och fisk, men också för redskap och annat. Olika typer av förvaringsgropar är källargropar i anslutning till visten, utrymmen mellan stenar och under block, stensatta gropar och gropar med täck- eller snedställda hällar.  
I Skandinavien var förvaringsgropar i bruk företrädesvis i Sápmi. De förekom dock också i andra områden. De fanns i områden med fast bosättning, där de ofta var föregångare till jordkällare, men också på platser som periodiskt besöktes, såsom kolningsplatser.
En typisk förvaringsgrop kunde ha en diameter på en meter till två meter och vara anlagd i stenskravel eller grävd i torr slätmark, i en sluttning eller på toppen av en kulle. Väggarna var isolerade, till exempel med näver. Täckning med sten behövdes för att skydda livsmedlen mot djur. 
Ett alternativt samiskt förvaringssätt för proviant på höst- och vårvisten, samt i Alaska och Kanada, var en stolpbod, en liten timrad förvaringsbod som satt på en enda hög stolpe, på nordsamiska benämnd njalla.